# Fredonia Iron Works
Fredonia Iron Works war ein US-amerikanischer Hersteller von Automobilen.

## Unternehmensgeschichte
Das Unternehmen hatte seinen Sitz in Fredonia in Kansas. H. E. Esch war einer der Mitarbeiter. 1909 stellte es Automobile her, die als Griffin vermarktet wurden.
1913 übernahm W. H. Ralston das Unternehmen und plante eine Zusammenlegung mit der Structural Iron Works of Kansas City, ebenfalls aus Fredonia.

## Fahrzeuge
Soweit bekannt, stand nur ein Modell im Sortiment. Es hatte auffallend große Räder, ähnlich einem Highwheeler. Der Motor war vorne im Fahrgestell montiert und trieb die Hinterachse an. Der Aufbau war offen und wurde Auto-Buggy genannt. Der Neupreis betrug 500 US-Dollar.